# Shena Simon
Pour les articles homonymes, voir Simon (patronyme).
Shena Dorothy Simon, née le 21 octobre 1883 à Croydon et morte le 17 juillet 1972 à Manchester, est une femme politique, féministe, pédagogue et écrivaine britannique.

## Biographie
Shena Dorothy Potter naît à Croydon, le 21 octobre 1883, fille de John Wilson Potter, armateur d'origine écossaise, et de Jane Boyd Potter. Elle est éduquée à domicile, puis passe les examens d'entrée à l'université de Cambridge. Elle fait des études d'économie de 1904 à 1907 au Newnham College, et obtient une mention bien aux tripos. Elle est l'une des Steamboat ladies qui obtiennent ultérieurement un diplôme ad eundem de Trinity College de Dublin, en vertu des accords selon lesquelles les étudiantes qui avaient passé avec succès leurs examens à Oxford ou Cambridge pouvaient solliciter un diplôme à l'université de Dublin, à une époque où ces deux universités anglaises ne délivraient pas de diplômes aux femmes. Elle poursuit ses études à la London School of Economics où elle prépare une thèse de doctorat sur les débuts du parti travailliste, mais elle ne l'achève pas, notamment parce qu'elle a accepté le poste de secrétaire honorifique de la National Union of Women Workers et mène des voyages d'étude en Australie et en Nouvelle-Zélande. Elle participe à un comité attentif au respect des droits des femmes mariées dans le National Insurance Act de 1911 préparé par le gouvernement de David Lloyd George.  
Elle est une amie proche de Beatrice Potter qui la présente à Ernest Simon. Ils se marient le 22 novembre 1912 et ils ont trois enfants, Roger Simon, avocat, Brian, universitaire et historien de l'éducation, et une fille, Antonia, morte durant son enfance.  
Shena Simon fonde à Manchester la Women Citizens' Association une branche locale de la National Women Citizens' Association. Son mari est maire de Manchester de 1921 à 1922. Shena Simon est à son tour membre du conseil municipal de Manchester de 1924 à 1933. Elle est membre du Manchester Estate Council de 1931 à 1933. 
En 1926, Shena et Ernest Simon donne le parc Wythenshawe à la ville, à l'usage des habitants de Wythenshawe. 
Elle est présidente du comité consultatif du conseil de l'éducation de 1932 à 1933. À partir de 1933, elle participe au rapport Spens sur la réforme de l'enseignement secondaire, en tant que représentante des autorités éducatives locales. Au sein du comité, elle plaide en faveur de la suppression des frais de scolarité dans les écoles secondaires. Elle est cofondatrice, en 1933, avec son mari et Eva Marian Hubback d'une association pour l'éducation à la citoyenneté. 
Son mari est anobli en 1932, puis créé premier Baron Simon of Wythenshawe en 1947. Il est nommé président du conseil de l'université Victoria de Manchester en 1939, et soutient la construction de l'observatoire de Jodrell Bank. Il est également président de la BBC, de 1947 à 1952. Lady Simon devient membre du Parti travailliste en 1935 et est nommé au comité de l'évaluation des maisons d'habitation en 1938. Elle préside le sous-comité de la formation continue pendant sept ans. En 1946, elle est nommée présidente du comité consultatif de l'éducation des associations de l'éducation ouvrière.
Shena Simon meurt le 17 juillet 1972 à Manchester.

## Activités éditoriales
Shena Simon est co-auteure avec Ernest Simon, William Alexander Robson et John Jewkes du livre de 1937 Moscow in the Making. Elle publie en 1939 son livre A Hundred Years of City Government, Manchester 1838–1938. Elle est l'auteure de plusieurs brochures sur l'éducation, notamment, en 1944, The four freedoms in secondary education. Enfin, sa brochure Three Schools or One?  (1948) appelle à la réorganisation du système scolaire,.

## Distinctions
En 1964, elle reçoit le titre honorifique de « Freeman of Manchester ». Elle obtient un doctorat honoris causa de l'université de Manchester en 1966 et est nommée fellow honorifique de la London School of Economics en 1964.
Le campus Shena Simon, plus tard le Shena Simon Sixth Form College de Manchester, porte son nom.